# Роговичная дуга
Роговичная дуга — белый либо серовато-белый слой липидных отложений на периферии роговицы. Обычно появляется после 50 лет, но может развиться у молодого человека. Дуга чаще встречается у лиц с нарушениями липидного метаболизма, однако далеко не во всех случаях.

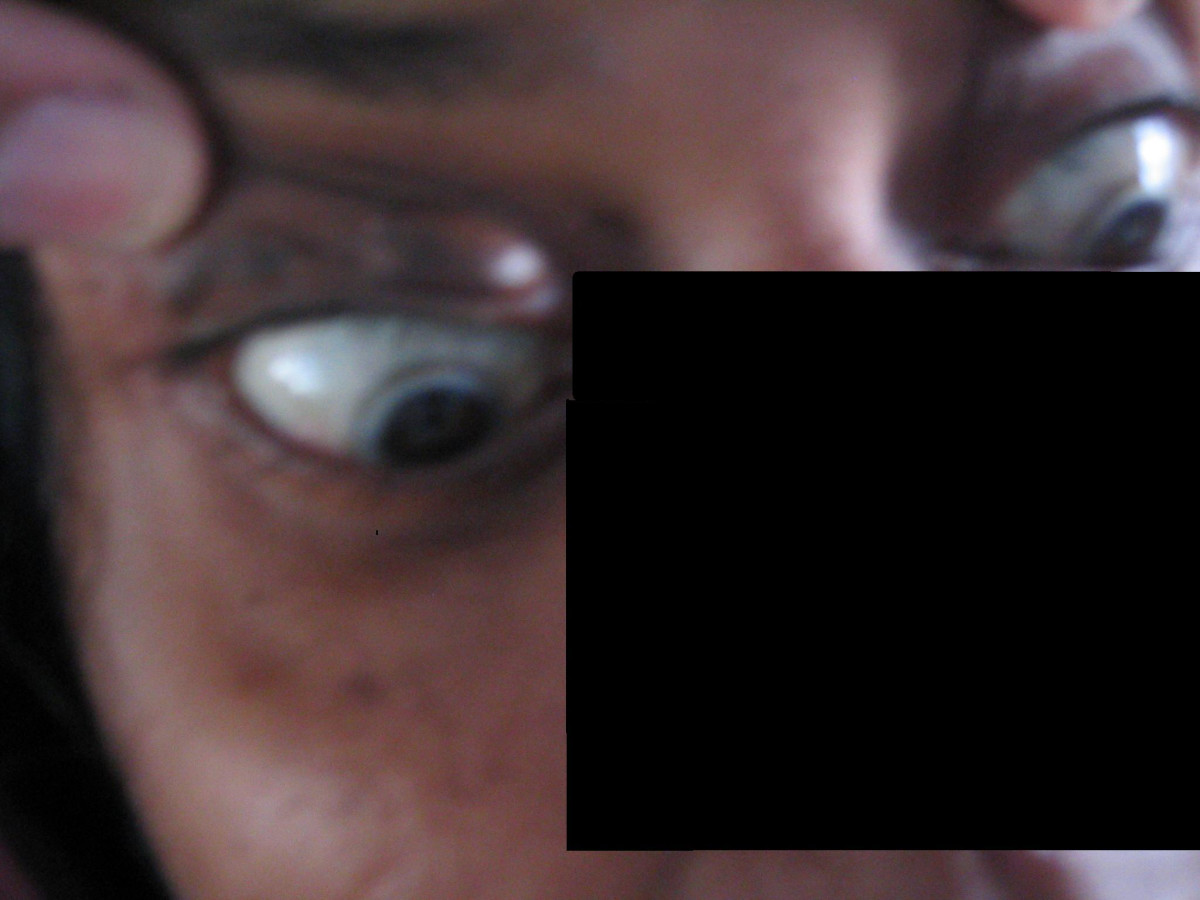
Роговичные дуги у 18-летней пациентки с семейной гиперхолестеринемией. Kumar et al., 2008.

## Альтернативные названия
- Старческая дуга (Arcus senilis corneae)
- Другие латинские названия: arcus adiposus, arcus juvenilis, arcus lipoides corneae, arcus cornealis
- Геронтоксон, Gerontoxon